# Душевно здравото общество
Душевно здравото общество (на английски: The Sane Society) е книга от 1955 г. на немския психоаналитик Ерих Фром. На български език е издадена през 2004 г. от издателство Захарий Стоянов, а впоследствие през 2008 е издадена като Том I от Събраните съчинения на Ерих Фром заедно с Човекът за самия себе си и Отвъд веригите на илюзиите. Тази книга е продължение на „Бягство от свободата“ и в друго отношение на „Човекът за самия себе си“. В нея Фром се опитва да покаже „че животът в демокрацията на двадесети век създава по най-разнообразни начини друго едно бягство от свободата, и анализът точно на това бягство, съсредоточен около понятието за отчуждение, съставлява голяма част от тази книга“.

## Книгата
- Ерих Фром, Душевно здравото общество, издателство „Захарий Стоянов“, 2004, ISBN 954-739-463-0
- Ерих Фром, Душевно здравото общество. Човекът за самия себе си. Отвъд веригите на илюзиите, Том I, издателство „Захарий Стоянов“, 2008, ISBN 978-954-739-996-9